# Kenan
Kenan (hebr. קֵינָן) – postać występująca w Księdze Rodzaju oraz w dziele rabinicznym zaliczającym się do gatunku midrasz – Księdze Jubileuszów.
Księga Rodzaju (rozdział 5) podaje, iż jego ojcem był Enosz (spłodził go w wieku 90 lat) a synem Mahalaleel. Żył 910 lat.
Księga Jubileuszów (rozdział 4) podaje również imię jego matki – Noam, imię jego żony i zarazem siostry – Melelet, oraz syna – Rasujal.

Gdy Kenan miał lat siedemdziesiąt, urodził mu się Mahalaleel. A po urodzeniu mu się Mahalaleela żył Kenan osiemset czterdzieści lat i miał synów i córki. I gdy Kenan przeżył ogółem dziewięćset dziesięć lat, umarł.